# Ганькино (Северо-Казахстанская область)
Ганькино (каз. Ганькино) — село в районе Магжана Жумабаева Северо-Казахстанской области Казахстана. Входит в состав Полудинского сельского округа. Код КАТО — 593669200.

## География
Расположено около озера Камышлово.

## Население
В 1999 году население села составляло 300 человек (145 мужчин и 155 женщин). По данным переписи 2009 года, в селе проживало 221 человек (110 мужчин и 111 женщин).